# 罗伯特三世 (苏格兰)
罗伯特三世（英語：Robert III of Scotland，（1340年9月27日—1406年4月4日），原名约翰（John），是苏格兰王国斯图亚特王朝第二代君主。

## 生平
罗伯特三世是前任君主罗伯特二世和他的情妇所生最年長的兒子，大約於1349年時其父母的婚姻合法化（他們先前在1336年已經結婚，但是一些人批評那一個婚禮是不合標準的），约翰因而取得继承资格。
1390年4月，罗伯特二世去世。5月，约翰继位，但是他的名字却惹了点小麻烦。苏格兰历史上，约翰·巴里奥曾经在与他的外曾祖父罗伯特·布鲁斯争权时自称“约翰一世”。如果约翰称“约翰二世”，则等于是认可了约翰·巴里奥，动摇罗伯特·布鲁斯一脉的王权。于是约翰继父亲名号，称“罗伯特三世”。
1399年，罗伯特三世由于身体不适，任命其长子羅撒西公爵大衛·斯圖亞特为苏格兰军队指挥。但是大卫与罗伯特三世的弟弟奥尔巴尼公爵发生争执，于1402年神秘死亡。罗伯特三世闻讯后，开始担心自己的幼子詹姆斯的安危，于是决定将他送去法国避祸。
1406年初，詹姆斯坐船前往法国途中，由于有人告密而被英格兰军队捕获，被扣做人质索要赎金。
罗伯特三世得知消息后悲痛欲绝，据说从此一病不起，很快逝世。他的幼子詹姆斯虽然是名义上的合法继承人，但是此后被英格兰扣留长达18年，苏格兰政权重新落入摄政贵族之手。
罗伯特三世要求自己的墓志铭写：这里安葬着最差的国王和最悲惨的人。而且他不愿意被葬在苏格兰国王传统的安葬地斯昆，因为他觉得自己配不上这个荣誉。

## 子女
长子大衛·斯圖亞特，羅撒西公爵（1378年10月24日－1402年3月26日），曾與伊麗莎白·鄧巴訂婚，但後來卻迎娶第三代道格拉斯伯爵阿奇博爾德·道格拉斯和斯特拉森的喬安娜·德·莫拉維亞的女兒瑪喬麗。
次子羅伯特·斯圖亞特，早逝
三子詹姆斯·斯圖亞特，(1394年12月–1437年2月21日)，蘇格蘭國王。
长女瑪格麗特·斯圖亞特，（於1450年至1456年逝世），嫁給第三代道格拉斯伯爵阿奇博爾德·道格拉斯和斯特拉森的喬安娜·德·莫拉維亞的兒子第四代道格拉斯伯爵阿奇博爾德·道格拉斯。
次女瑪麗·斯圖亞特
三女伊丽莎白·斯圖亞特，與詹姆斯·道格拉斯爵士和艾格尼絲·鄧巴的兒子第一代達爾基斯勳爵詹姆斯·道格拉斯結婚。
四女艾吉迪亞·斯圖爾特，早逝未婚
| 罗伯特三世 (苏格兰) 斯圖亞特王朝出生于：1340年逝世於：1406年4月4日 | 罗伯特三世 (苏格兰) 斯圖亞特王朝出生于：1340年逝世於：1406年4月4日 | 罗伯特三世 (苏格兰) 斯圖亞特王朝出生于：1340年逝世於：1406年4月4日 |
| 蘇格蘭貴族爵位                                                     | 蘇格蘭貴族爵位                                                     | 蘇格蘭貴族爵位                                                     |
| ------------------------------------------------------------------ | ------------------------------------------------------------------ | ------------------------------------------------------------------ |
| 前任： 羅伯特二世                                                  | 蘇格蘭國王 1390年－1406年                                          | 繼任： 詹姆斯一世                                                  |